# Anrei Hakulinen
Anrei Hakulinen, född 8 februari 1990 i Åbo, Finland, är en finländsk ishockeyspelare som spelar för Lukko i FM-ligan. Hakulinen är center.

### Fotnoter
1. ↑  Eurohockey.com, Eurohockey.com spelar-ID: 122304, läst: 25 april 2022.[källa från Wikidata]
2. ↑  ”Anrei Hakulinen at eliteprospects.com” (på engelska). www.eliteprospects.com. https://www.eliteprospects.com/player/49328/anrei-hakulinen. Läst 31 juli 2019.